# Schossin
Schossin là một đô thị ở huyện Ludwigslust, bang Mecklenburg-Vorpommern, Đức. Đô thị này có diện tích 11,41 km², dân số thời điểm 31 tháng 12 là 266 người.